# Anisorus heterocerus
Anisorus heterocerus är en skalbaggsart som först beskrevs av Ludwig Ganglbauer 1882.  Anisorus heterocerus ingår i släktet Anisorus och familjen långhorningar. Inga underarter finns listade i Catalogue of Life.